# Lydia Weber
Lydia Weber (* 29. März 1990 in Dresden) ist eine deutsche Kanutin.
Weber, die eine Physiotherapie-Berufsschule besucht, betreibt seit 2000 aktiv Kanurennsport. 9 Jahre lang fuhr sie Kajak und nahm u. a. an den Olympic Hope Games 2006 teil. Nachdem der Kanu-Weltverband ICF im Jahr 2009 beschloss, Canadier-Rennen für Frauen in das Programm der Kanu-Weltmeisterschaften aufzunehmen, stieg sie in diese Bootsklasse um. Ihr Trainer ist der ehemalige Canadier-Weltmeister Alexander Schuck. In ihrer noch jungen Canadier-Karriere hat sie bereits zahlreiche Erfolge zu verzeichnen, so wurde sie z. B. Ostdeutsche Meisterin 2010. Im Juli 2010 gewann sie die WM-Qualifikation im Einer-Canadier der Damen für die Weltmeisterschaften 2010 in Posen (Polen) und kam dort als allererste deutsche WM-Teilnehmerin in der Canadier-Disziplin auf den fünften Platz. Bei den Deutschen Meisterschaften im Kanu-Rennsport 2010 in Köln wurde sie im Einer-Canadier über 200 m die erste Deutsche Meisterin in dieser neuen Disziplin.
Bei den Europameisterschaften 2011 gewann sie die Silbermedaille und belegte bei den Weltmeisterschaften 2011 erneut den 5. Platz.